# 阿部正弘
阿部正弘（日语：／ Abe Masahiro，1819年12月3日—1857年8月6日），日本江户时代末期大名，備後福山藩第7代藩主、阿部家宗家11代。幕末时任老中首座，推动安政改革。

## 生涯

### 出生
阿部正弘于1819年12月3日（文政2年10月16日）出生在江户的福山藩西之丸宅邸，是第五代藩主阿部正精的五男。
文政9年6月20日（1826年7月24日），父亲正精去世，由兄长阿部正宁继任第六代藩主，正弘移居到本乡（位于今东京都文京区）的宅邸居住。正宁身体病弱，在十年后的天保7年（1836年）12月25日，令正弘以养子的身份接任家督而隐居。就这样，阿部正弘成为福山藩第七代藩主。
天保8年（1837年）正弘返回福山（广岛县福山市），这是正弘第一次返回故乡。
天保9年（1838年）9月1日，任奏者番。天保11年（1840年）5月19日任寺社奉行见习、11月任寺社奉行，因为感应寺（台东区谷中）的破败而未能成行。正弘担任寺社奉行时揭露了自德川家齐时代、大奥与僧侣荒淫乱交的事件，正弘担心将家齐的过错彰显于世，便只将僧侣日启和日尚处决，大奥的处分也只限定在很小一部分。据说阿部正弘做出了这个裁断之后，受到了将军德川家庆的关注。

### 就任老中
天保14年（1843年）闰9月11日，25岁的阿部正弘成为老中，移居辰之口（千代田区大手町）宅邸。天保15年（1844年）5月发生的江户城本丸被烧毁事件、和其后的一些对外国问题的纠纷使得水野忠邦回归了老中首座的位置。但是阿部正弘反对曾一度被罢免的水野忠邦复归，并谏言这会有伤德川家庆将军的权威和体面。水野忠邦复归后，正弘处分了在水野天保改革时代做出非法行为的江户南町奉行·鸟居耀藏和后藤三右卫门，又在弘化2年（1845年）9月以在天保改革中的非法行为为由、罢免了老中首座水野忠邦，成为其后任老中首座，在第12代将军德川家庆、第13代将军·德川家定时代统领幕政。嘉永5年（1852年）因指挥兴建江户城西之丸有功而被加封1万石。在老中任中发生几度外国船来航事件和中国鸦片战争爆发使得外来的威胁严重化，而被迫作出因应政策。
在幕政中，弘化2年（1845年）起碰上了有关海岸防御御用掛（海防掛）上的外交、国防问题。阿部正弘从萨摩藩岛津齐彬和水户藩德川齐昭等大名处广泛征求意见，大胆重用了筒井政憲、戶田氏榮、松平近直、川路聖謨、井上清直、水野忠德、江川英龍、约翰万次郎、岩濑忠震等人。并且为了人材的培养，于嘉永6年（1853年）将自治的备后福山藩藩校“弘道馆”（当时的新学馆）改名为“诚之馆”，不论身份一并施行教育。回顾当时的藩政，财政方面一直很拮据。一般认为嘉永5年（1852年）加封的1万石中，大部分注入了“诚之馆”。
弘化3年（1846年），美国方面詹姆斯·貝特爾带领东印度舰队的風帆戰艦和小型風帆戰船各一艘向相模国浦贺（神奈川县）寻求通商，正弘以闭关锁国为理由拒绝了。嘉永5年（1852年），美國方面马休·佩里带领东印度舰队的4艘戰艦前来浦贺交付美国总统米勒德·菲尔莫尔的亲笔信引發騷動。同年7月俄国的普提雅廷舰队也访问长崎寻求通商。为了挺过这个国难，正弘向从朝廷到包含外样大名的诸大名和市井民众徵集了意见，但沒能得到有效的对策；同时，正弘听从松平庆永和岛津齐彬等人的意见，任命德川齐昭为海防掛参与，形成诸大名介入幕政，幕府的权威開始衰落。阿部正弘屡次询问异国船打拂令能否恢复，但全都因为海防掛的反对而未果；然而，也有人认为这不是正弘的本意，而是为了转移德川齐昭等攘夷派的不满。

### 安政改革及之后
阿部正弘找不到积极的对策，便更为稳妥地收拾事态。嘉永7年1月16日（1854年2月13日），佩里再次来访日本；同年3月3日（3月31日），缔结神奈川条约，约200年的锁国政策宣告终结。但反对此条约的德川齐昭在条约缔结后辞任海防掛。
安政2年（1855年）8月4日（9月14日），迫于攘夷派德川齐昭的壓力，阿部正弘罢免开国派老中松平乘全、松平忠固，开国派领头人井伊直弼大怒，恐怕孤立无援的正弘于10月将老中首座让给开国派的堀田正睦，以谋求两派和睦。
阿部正弘起用江川英龍、胜海舟、大久保忠寬、永井尚志、高島秋帆等人致力于海防的强化，创设了讲武所和洋学所、长崎海军传授所等。同时推进西洋炮术、缓和大船建造的禁令和专心致力为幕政改革（安政改革）。
安政4年6月17日（1857年8月6日），在江户突然死去，享年39岁，其后由养子（外甥）阿部正教继承。
阿部正弘在第13代将军·德川家定的后继者问题上推举一桥庆喜。

## 人物轶事
- 正弘积极引进兰学，不过据说自己到最后为止仍旧拒绝西医的医治。
- 有关阿部正弘的死因有肝癌病死，因外交问题操劳而过劳死，使岛津氏等外样雄藩参与幕政而被怀有不满的谱代大名暗杀等诸多说法。
- 使得外样雄藩和无门阀的开明派幕吏参与幕政，因此被谱代大名认为是政治上软弱的表现，并给他起了“瓢箪鯰”的绰号。[2]

## 官职位阶履历
- 天保7年（1836年）
  - 12月25日 - 继承当主。
  - 12月28日 - 任职 从五位下伊勢守。
- 天保9年（1838年）9月1日 - 就任奏者番。
- 天保11年（1840年）
  - 5月19日 - 兼任寺社奉行加役。
  - 11月8日 - 兼任寺社奉行
- 天保14年（1843年）
  - 閏9月11日 - 改任老中。
  - 12月15日 - 升任从四位下。
- 天保15年（1844年）
  - 6月13日 - 兼任侍从。
  - 7月22日 - 兼任勝手掛。
- 弘化2年（1845年）
  - 2月22日 - 水野忠邦辞去老中首座之后开始就任老中首座。
  - 5月29日 - 阿部家进入帝鑑間席。
- 安政2年（1855年）10月9日 - 与堀田正睦再次出任老中。堀田正睦任首座，阿部任次座、兼任勝手掛。
- 大正4年（1915年）11月10日 - 政府追赠从三位。

## 登場作品
小說
- 阿部正弘：挽救日本的幕末大政治家（PHP研究所、祖父江一郎（日语：祖父江一郎）著）
- 幕末閣僚傳（毎日新聞社、德永真一郎（日语：徳永真一郎）著）
- 邁向開國的布局：評傳・老中首座阿部正弘（未来社、土居良三（日语：土居良三）著）
- 阿部正弘總總（新人物往来社）
- 凡人・阿部正弘與其政治 危機之時的生存之道（明石書店、小森龍邦（日语：小森龍邦）著）

影視劇
- 維新前夜（1941年、東宝、演：江川宇礼雄）
- 花之生涯（日语：花の生涯 彦根篇 江戸篇）（1953年、松竹、演：柳永二郎）
- 花之生涯（日语：花の生涯 (NHK大河ドラマ)）（1963年、NHK大河劇、演：高松政雄）
- 風雪（日语：風雪 (テレビドラマ)）（1964年、NHK、演：金田龍之介）
- 約翰萬次郎（1968年、NTV、演：高橋昌也（日语：高橋昌也 (俳優)））
- 天皇的世紀（日语：天皇の世紀#第一部（テレビドラマ））（1971年、ABC、演：田村高廣）
- 勝海舟（日语：勝海舟 (NHK大河ドラマ)）（1974年、NHK大河劇、演：杣英二郎）
- 斬絕江戶（日语：江戸を斬る）（1977年、TBS、演：中丸忠雄）
- 風之隼人（日语：風の隼人）（1979年、NHK、演：山本學）
- 旗本極道 大江戶喧嘩帳（1982年、CX、演：神山繁）
- 大奧（1983年、KTV、演：西鄉輝彥）
- 地獄的左門 十手無賴帖 將軍暗殺！（1983年、CX、演：丹波哲郎）
- 花之生涯 井伊大老與櫻田門（日语：花の生涯 井伊大老と桜田門）（1988年、TX、演：鈴木智（日语：鈴木智 (俳優)））
- 勝海舟（日语：勝海舟 (1990年のテレビドラマ)）（1990年、NTV、演：中野誠也（日语：中野誠也 (俳優)））
- 宛如飛翔（1990年、NHK大河劇、演：若林豪）
- 尾張幕末風雲錄（1998年、TX、演：唐澤民賢（日语：唐沢民賢））
- 德川慶喜（1998年、NHK大河劇、演：大橋吾郎）
- 大奧（2003年、CX、演：五王四郎）
- 篤姬（2008年、NHK大河劇、演：草刈正雄）
- 櫻田門外之變（日语：桜田門外ノ変#映画）（2010年、東映、演：茂呂師岡（日语：モロ師岡））
- 龍馬傳（2009年、NHK大河劇、演：升毅）
- 向陽之樹（2012年、NHK、演：石橋保）
- 八重之櫻（2013年、NHK大河劇、演：久松信美）
- 西鄉殿（2018年、NHK大河劇、演：藤木直人）
- 永遠的長老：賦與北海道之名的男人 松浦武四郎（日语：永遠のニシパ 〜北海道と名付けた男 松浦武四郎〜）（2019年、NHK、演：筧利夫）
- 直衝青天（2021年、NHK大河劇、演：大谷亮平）

漫畫
- 向陽之樹（小學館、手塚治虫作）
- 風雲兒們（潮出版社、みなもと太郎（日语：みなもと太郎）作）
- 大奧（白泉社、吉永史作）